# Ilburnia koae
Ilburnia koae är en insektsart som först beskrevs av George Willis Kirkaldy 1907.  Ilburnia koae ingår i släktet Ilburnia och familjen sporrstritar. Inga underarter finns listade i Catalogue of Life.